# Кищинська сільська рада
| Кищинська сільська рада — колишній орган місцевого самоврядування у Фастівському районі Київської області з адміністративним центром у с. Кищинці. Історична дата утворення: 14 грудня 1995 року. Водоймища на території, підпорядкованій даній раді: річка Кам'янка. Сільській раді були підпорядковані населені пункти: - с. Кищинці |

## Склад ради
Рада складалася з 13 депутатів та голови.

### Керівний склад ради
| ПІБ                        | Основні відомості                                                               | Дата обрання | Дата звільнення |
| -------------------------- | ------------------------------------------------------------------------------- | ------------ | --------------- |
| Приходько Тетяна Василівна | Сільський голова, 1960 року народження, освіта                                  | 26.03.2006   | 31.10.2010      |
| Приходько Тетяна Василівна | Сільський голова, 1960 року народження, освіта середня спеціальна, позапартійна | 31.10.2010   |                 |

Примітка: таблиця складена за даними джерела